# Хороше вбивство
«Хороше вбивство» (англ. Good Kill) — американський драматичний трилер режисера і сценариста Ендрю Нікола, що вийшов 2014 року. У головних ролях Ітан Гоук, Дженьюарі Джонс, Зої Кравіц, Джейк Абель.
Вперше фільм продемонстрували 5 вересня 2015 року в Італії на 71-му Венеційському кінофестивалі. В Україні у кінопрокаті показ фільму розпочався 1 жовтня 2015 року.

## Сюжет
Колись пілот винищувача, а тепер оператор безпілотника Томас Іґан, виконує бойові завдання за тисячі кілометрів від свого місця перебування. Побувавши в Пакистані й Афганістані, через 12 годин керування безпілотником, Томас іде додому до своєї сім'ї. З часом він задумується, для чого така віддалена служба, якщо терористів стає дедалі більше.

## Творці фільму

### Знімальна група
Кінорежисер — Ендрю Нікол, сценаристом був Ендрю Нікол, кінопродюсерами — Марк Амін, Ніколя Шартьє і Зів Форман, виконавчими продюсерами — Тед Ґідлов, Патрік Ньюволл і Кемі Вінікофф. Композитор: Крістоф Бек, кінооператор — Амір Мокрі, кіномонтаж: Зак Стеєнберґ. Підбір акторів — Хамід Айт Тімаґхріт, Джо Една Болдін і Аві Кауфман, художник-постановник: Ґай Барнс, артдиректор: Роберт Сковілл, художник по костюмах — Ліза Дженсен.

### У ролях
| Актор           | Роль                                      |
| --------------- | ----------------------------------------- |
| Ітан Гоук       | Томас Іґан, майор ВПС США                 |
| Дженьюарі Джонс | Моллі Іґан, дружина Томаса                |
| Зої Кравіц      | Віра Суарес, рядова першого класу ВПС США |
| Джейк Абель     | Джозеф Зіммер, координатор місії розвідки |
| Брюс Грінвуд    | Джек Джонс, підполковник ВПС США          |
| Пітер Койоті    | Ленглі, диспетчер ЦРУ                     |

## Сприйняття

### Оцінки
Фільм отримав позитивні відгуки: Rotten Tomatoes дав оцінку 75% на основі 102 відгуків від критиків (середня оцінка 6,5/10) і 50% від глядачів зі середньою оцінкою 3,3/5 (7 460 голосів). Загалом на сайті фільми має змішаний рейтинг, фільму зарахований «стиглий помідор» від кінокритиків, проте «розсипаний попкорн» від глядачів, Internet Movie Database — 6,3/10 (9 896 голосів), Metacritic — 63/100 (33 відгуки критиків) і 5,8/10 від глядачів (25 голосів). Загалом на цьому ресурсі від критиків фільм отримав позитивні відгуки, а від глядачів — змішані.

### Касові збори
Під час показу у США, що розпочався 15 травня 2015 року, протягом першого тижня фільм показали у 2 кінотеатрах і він зібрав 17 750 $. Станом на 28 червня 2015 року показ фільму триває 49 днів (7 тижнів) і за цей час зібрав у прокаті у США 316 472 доларів США (за іншими даними 317 072 $), а у решті світу 2 490 $, тобто загалом 319 562 доларів США.

### Нагороди і номінації
| Нагороди і номінації фільму «Хороше вбивство» | Нагороди і номінації фільму «Хороше вбивство» | Нагороди і номінації фільму «Хороше вбивство» | Нагороди і номінації фільму «Хороше вбивство» | Нагороди і номінації фільму «Хороше вбивство» |
| Рік                                           | Нагорода                                      | Категорія                                     | Номінант                                      | Результат                                     |
| --------------------------------------------- | --------------------------------------------- | --------------------------------------------- | --------------------------------------------- | --------------------------------------------- |
| 2014                                          | 71-й Венеційський кінофестиваль               | Золотий лев                                   | Ендрю Нікол                                   | Номінація                                     |

### Виноски
1. 1 2  Good Kill: Release Info (англ.). Internet Movie Database. Архів оригіналу за 7 квітня 2015. Процитовано 28 вересня 2015.
2. 1 2  Хороше вбивство. Kino-teatr.ua. Архів оригіналу за 7 жовтня 2015. Процитовано 28 вересня 2015.
3. 1 2  Good Kill (англ.). Box Office Mojo. Архів оригіналу за 9 вересня 2015. Процитовано 28 вересня 2015.
4. 1 2 3 4  Good Kill (2015) (англ.). The Numbers. Архів оригіналу за 21 вересня 2015. Процитовано 28 вересня 2015.
5. 1 2  Good Kill (англ.). Internet Movie Database. Архів оригіналу за 1 жовтня 2015. Процитовано 28 вересня 2015.
6. ↑  Good Kill (англ.). AllMovie. Архів оригіналу за 27 листопада 2014. Процитовано 28 вересня 2015.
7. ↑  Юлія Купріна (2 жовтня 2015). Прем’єра тижня: «Легенда». І ще три кримінальні трилери з елементами драми й екшену. Forbes.ua. Архів оригіналу за 18 жовтня 2015. Процитовано 18 жовтня 2015.
8. ↑  Good Kill: Full Cast & Crew (англ.). Internet Movie Database. Архів оригіналу за 9 квітня 2015. Процитовано 28 вересня 2015.
9. ↑  Good Kill (англ.). Rotten Tomatoes. Архів оригіналу за 28 вересня 2015. Процитовано 28 вересня 2015.
10. ↑  Good Kill (англ.). Metacritic. Архів оригіналу за 17 вересня 2015. Процитовано 28 вересня 2015.
11. ↑  Good Kill: Awards (англ.). Internet Movie Database. Архів оригіналу за 2 травня 2015. Процитовано 28 вересня 2015.